# Roghun distrikt
Roghun distrikt (tadzikiska: Ноњияи Роѓун) är ett distrikt i Karotegin i Tadzjikistan. Den har en yta på 500 kvadratkilometer, och den hade 39 300 invånare år 2014.